# Exército Popular de Libertação do Sudão
O Exército Popular de Libertação do Sudão (EPLS) foi um movimento de guerrilha fundado em 1983 e foi um participante fundamental da Segunda Guerra Civil Sudanesa. Durante a guerra, foi liderado por John Garang até sua morte em 30 de julho de 2005.
O Exército Popular de Libertação do Sudão e sua ala política, o Movimento Popular de Libertação do Sudão (MPLS), são conhecidos conjuntamente como Exército/Movimento Popular de Libertação do Sudão (E/MPLS). Estabelecido no sul do Sudão, o E/MPLS lutou na Segunda Guerra Civil Sudanesa contra o governo sudanês de 1983 a 2005. Em 1989, ele se juntou ao principal grupo de oposição no Sudão, a Aliança Democrática Nacional (NDA), que em janeiro de 2005 assinou o Amplo Acordo de Paz (Tratado de Naivasha) com o governo sudanês, que colocou fim a guerra civil. Após a assinatura do acordo de paz, o E/MPLS possuiu representantes no governo do país, além de ser o principal componente do governo da região autônoma do Sudão do Sul.
Acredita-se que o grupo tenha operado no lado de Uganda da fronteira Sudão-Uganda. Segundo a UNICEF, era conhecido por utilizar crianças-soldados. 
Em 2011, as duas nações foram finalmente separadas, dando origem ao Sudão do Sul. Após a independência, o ELPS formará o núcleo das Forças Armadas do Sudão do Sul.

## História

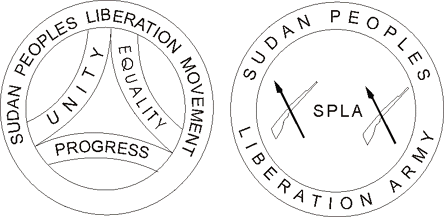
Emblema do SPLA/M.

### 1983: Origem
Em maio de 1983, vários motins eclodiram nos quartéis do exército sudanês nas regiões do sul, principalmente em Bor, e também em Ayod, Pochalla, Wangkai e Pibor. Os motins foram organizados e executados pelo então Major Kerubino Kuanyin Bol e pelo Major William Nyuon Bany, e essas ações levaram à criação do Exército Popular de Libertação do Sudão. 
O Exército de Libertação do Povo do Sudão foi fundado em 16 de maio de 1983 (mais tarde um feriado conhecido como Dia do SPLA)  sob a liderança do Comandante-em-Chefe John Garang de Mabior.  Bol foi nomeado segundo comandante, e Bany, terceiro. Em junho de 1983, a maioria dos amotinados haviam se mudado ou se dirigiam  para a Etiópia. A decisão do governo etíope de apoiar o emergente ELPS foi um meio de se vingar do governo sudanês por seu apoio aos rebeldes eritreus.
O Exército de Libertação do Povo do Sudão lutou por um estado sudanês secular e unido. Garang disse que a luta dos sudaneses do sul era a mesma de grupos marginalizados no norte, como os povos nubas e furis.  Até 1985, o grupo rebelde dirigia suas denúncias públicas ao governo sudanês especificamente ao presidente sudanês, Jaafar Nimeiry. Durante os anos que se seguiram, a propaganda do SPLA denunciou o governo de Cartum como um caso de família que jogava com as tensões sectárias.  Condenou a introdução da lei da sharia em setembro de 1983. 

### Guerra na década de 1980
Na aldeia de Bilpam, o primeiro batalhão plenamente desenvolvido formou-se em 1984. O nome 'Bilpam' teve grande importância simbólica para o Exército de Libertação do Povo do Sudão nos anos seguintes, como epicentro da revolta. Depois de Bilpam, outros campos de treinamento foram estabelecidos em Dimma, Bonga e Panyido.
Em meados da década de 1980, a luta armada do Exército de Libertação do Povo do Sudão bloqueou projetos de desenvolvimento do governo sudanês, como o Canal de Jonglei e os campos de petróleo de Bentiu.
O Exército de Libertação do Povo do Sudão lançou seu primeiro avanço na Equatoria em 1985-1986. Durante esta campanha, foi confrontado por várias milícias pró-governo. A conduta de suas forças foi caótica, com muitas atrocidades contra a população civil. O grupo rebelde expulsou cerca de 35.000 refugiados ugandenses (que se estabeleceram na Equatória desde o início da década de 1980) de volta Uganda.
O Exército de Libertação do Povo do Sudão tinha um relacionamento complicado com o Anyanya II. As forças do Anyanya II bloquearam a expansão do ELPS entre 1984 e 1987, quando Anyanya II atacou seus recrutas que se dirigiam para a Etiópia. O Anyanya II também atacou civis considerados apoiadores do ELPS.  O conflito entre Anyanya II e o Exército de Libertação do Povo do Sudão teve uma dimensão política, já que Anyanya II buscava construir um estado sul-sudanês independente.  O Exército de Libertação do Povo do Sudão tentou conquistar os líderes de Anyanya II.  O comandante do Anyanya II, Gordon Kong Chuol, alinhou-se com o ELPS no final de 1987. Outros setores do Anyanya II seguiram seu exemplo nos anos seguintes, marginalizando o restante do Anyanya II (aliado do governo sudanês). 
Outra força que confrontou o ELPS foram as milícias Murahaleen no norte de Bahr el-Ghazal. A guerra entre o ELPS e Muraleheen começou em 1987. Em 1988, o ELPS controlava a maior parte do norte de Bahr el-Ghazal.  Ao contrário do Anyanya II, o Murahaleen não tinha ambições políticas. 
Em março de 1986, o Exército de Libertação do Povo do Sudão sequestrou um trabalhador humanitário norueguês da ONG cristã Kirkens Nødhjelp (Ajuda da Igreja Norueguesa).  Moorcroft escreve que, nessa época, 'o treinamento, as armas e a disciplina melhoraram à medida que os guerrilheiros conquistavam mais e mais vitórias. Em novembro de 1987, os guerrilheiros capturaram a pequena cidade de Kurmak perto da fronteira com a Etiópia. Ficava a 450 milhas da capital, mas a barragem próxima fornecia a maior parte da eletricidade de Cartum.' O governo se mostrou muito apreensivo em conter o avanço do ELPS. 

### Aberturas políticas
O Exército de Libertação do Povo do Sudão boicotou as eleições de 1986. Em metade dos círculos eleitorais do sul do Sudão, as eleições não puderam ser realizadas devido ao boicote. 
 Em setembro de 1989, o Conselho do Comando Revolucionário convidou diferentes setores para uma 'Conferência de Diálogo Nacional'. O ELPS recusou-se a comparecer. 
Em 15 de novembro de 1988, havia firmado uma aliança com o Partido Unionista Democrático. As duas partes concordaram com o levantamento do estado de emergência e a abolição da lei sharia. O comunicado foi divulgado através de anúncio na Radio SPLA. Depois que o Partido Unionista Democrático regressou ao governo, um cessar-fogo com o ELPS foi alcançado.  Após as eleições, as negociações entre o ELPS e Sadiq al-Mahdi começaram, mas foram abortadas depois que o grupo abateu um avião civil, matando 60 pessoas. 
Com o golpe de Estado da Frente Islâmica Nacional em 1989, todas as negociações de paz terminaram.  O ELPS lançou uma grande ofensiva entre 1989 e a queda do governo etíope do Derg em 1991. Capturou várias cidades, como Bor, Waat, Maridi, Mundri, Yambio, Kaya, Kajo-Kaji, Nimule, Kapoeta, Torit, Akobo e Nasir. Em meados de 1991, controlava a maior parte do sul do Sudão, com exceção das principais cidades-guarnição (Juba, Yei, Malakal e Wau). Entre 21 e 29 de janeiro de 1990, o grupo bombardeou Juba. Suas forças também avançaram para as Montanhas Nuba e as partes do sul do Estado do Nilo Azul. Em comparação com sua ofensiva de 1985-1986 na Equatoria, a conduta do ELPS era agora mais ordeira. 

### 1991: retrocesso e divisão
Mas a queda do governo do Derg na Etiópia em maio de 1991 causou um grande revés. O governo etíope havia disponibilizado ao grupo suprimentos militares, instalações de treinamento e um porto seguro para bases por dezoito anos. Logo após a mudança de governo na Etiópia, o ELPS acompanhou centenas de milhares de refugiados de volta ao Sudão.
Uma divisão no Exército de Libertação do Povo do Sudão havia ocorrido desde o final de 1990, quando Lam Akol e Riek Machar passaram a questionar a liderança de Garang.
John Garang é contestado dentro do movimento e acusado de autoritarismo e favoritismo, privilegiar membros de seu grupo étnico, os dinkas, em detrimento dos nueres e dos shillouks. 
Akol começou a contatar secretamente oficiais do ELPS para se juntar ao seu lado, especialmente entre os povos nueres e shilluk. A situação piorou após a queda do Derg.  Enquanto o regime do Derg desmoronava, Akol publicou um documento intitulado Why Garang Must Go Now. A ruptura foi tornada pública em 28 de agosto de 1991, no que ficou conhecido como Declaração de Nasir. Os dissidentes pediram a democratização do ELPS, o fim dos abusos dos direitos humanos e um Sudão do Sul independente (em contraste com a linha do ELPS de criar um Sudão unido e secular). Kong Coul juntou-se à rebelião. O Exército Popular de Libertação do Sudão - Nasir ('SPLA-Nasir') juntou-se às forças do ELPS em Ayod, Waat, Adok, Abwong, Leer e Akobo.  Um período de caos reinou dentro do ELPS, pois não estava claro quais unidades estavam do lado de Garang e quais estavam com o SPLA-Nasir.
Garang divulgou um comunicado através do sistema de comunicação de rádio do grupo, denunciando o golpe. Nove entre onze (excluindo ele mesmo) membros do Alto Comando Político Militar do SPLA / M apoiaram Garang. O ELPS mainstream liderado por Garang era baseado em Torit. As duas facções do ELPS guerrearam entre si, incluindo ataques a civis nos territórios de seus oponentes. 

### Batalhas de 1992
A partir de 1992, o governo sudanês lançou uma grande ofensiva contra o ELPS, que estava enfraquecido pela cisão com o SPLA-Nasir. O grupo perdeu o controle de Torit (onde estava sediado), Bor, Yirol, Pibor, Pochalla e Kapoeta.
O Exército de Libertação do Povo do Sudão fez dois ataques a Juba em junho-julho de 1992; quase capturando a cidade. Após os ataques, as forças do governo sudanês cometeram duras represálias contra a população civil. Execuções sumárias de colaboradores suspeitos do SPLA foram realizadas. Em 27 de setembro de 1992, o vice-comandante-chefe do ELPS, William Nyuon, desertou e levou consigo uma seção de combatentes. O ELPS recapturou Bor em 29 de novembro de 1991. 

### Meados da década de 1990 - década de 2000
Em meados da década de 1990, a maioria da população do sul do Sudão vivia em áreas sob o controle do ELPS ou do SPLA-Nasir. 
Apoiado pelo Egito, Etiópia, Eritreia, Uganda e Estados Unidos, John Garang obtém algumas vitórias militares, bem como o apoio de partidos políticos de oposição do norte, participando na criação da Aliança Nacional Democrática.
No início da década de 2000, o Movimento de Libertação do Povo do Sudão reduziu sua atividade militar em favor de ações mais políticas (gestão da ajuda humanitária, construção de uma administração nas áreas que controlava). Em 2002, foram iniciadas as negociações, sob a égide dos Estados Unidos, entre os rebeldes e o governo. A nomeação de John Garang como primeiro vice-presidente do Sudão e presidente do Sul do Sudão após os acordos de 9 de janeiro de 2005 parece encerrar o conflito, mas sua morte em julho provoca tumultos..
Em 2004, um ano antes do Acordo de Paz Abrangente, a Coalition to Stop Child Soldiers, estimou que havia entre 2.500 e 5.000 crianças servindo no ELPS.

## Apoio dos Estados Unidos
Em 1996, os Estados Unidos enviaram quase US$ 20 milhões em equipamento militar através da Etiópia, da Eritreia e do Uganda para ajudar a oposição sudanesa a derrubar Omar al-Bashir (presidente sudanês). Funcionários norte-americanos negaram a ajuda foi destinada ao SPLA, mas houve relatos, de forças de elite dos EUA noutros locais que estavam trabalhando com as forças rebeldes do exército sudanês.